# Eric Marsh
Eric Shane Marsh (* 29. September 1969 in Wilkesboro, North Carolina; † 30. Juni 2013 bei Yarnell, Arizona) war ein US-amerikanischer Feuerwehrmann und Kommandant der Interagency Hotshot Crew „Granite Mountain“ aus Prescott, Arizona. 2013 starb er mit 18 seiner Männer beim Yarnell Hill Fire, als sie am ersten Tag der Brandbekämpfung von einer Flammenwalze überrollt wurden. 

## Leben
Eric Marsh wuchs in North Carolina auf, wo er die Ashe Central High School besuchte, und studierte Biologie an der Appalachian State University. Nebenbei begann er als Feuerwehrmann zu arbeiten und reiste während der sommerlichen Brandsaisonen nach Arizona, wo er einige Jahre bei den Globe Hotshots eingesetzt war.
2003 zog er nach Prescott und gründete dort noch im selben Jahr die Arizona Wildfire and Incident Management Academy. Zudem war er am Aufbau der dortigen Granite Mountain Hotshots beteiligt, die 2008 ihre Zertifizierung als landesweit einsetzbare Interagency Hotshot Crew erhielten. Marsh war ältestes Mitglied und Kommandant der 20 Mann starken Truppe.
Beim Yarnell Hill Fire 2013 war er zusätzlich Supervisor der Division Alpha, eines Abschnitts mehrerer Brandbekämpfungsteams bei Yarnell. Der weitere genaue Hergang konnte nur grob rekonstruiert werden. Marsh und 18 seiner Männer bewegten sich durch unverbranntes Gelände eines U-förmigen Canyons und wurden dort nach einer Windrichtungsänderung von den Flammen überrascht. Aufgrund der Geschwindigkeit der Feuerwalze war eine Flucht unmöglich und die Männer zogen sich in ihre Fire Shelters zurück, wo sie aufgrund der enormen Hitze jedoch nicht überlebten. Der Todesort der Feuerwehrmänner und das Umland wurden am 30. November 2016 zum Granite Mountain Hotshots Memorial State Park ernannt.
Das Ereignis wurde verfilmt und erschien 2017 unter dem Titel No Way Out – Gegen die Flammen (Originaltitel Only the Brave) in den US-Kinos. Eric Marsh wird dabei von Josh Brolin dargestellt.
Außerdem kam es zur Gründung der Eric Marsh Foundation for Wildland Firefighters, welche sich für Hinterbliebene von getöteten Feuerwehrleuten und Kollegen mit PTBS einsetzt.